# 桃ノ花ビラ
「桃ノ花ビラ」（ももノはなビラ）は、日本のシンガーソングライター、大塚愛のデビューシングル。2003年9月10日にエイベックスよりリリースされ、本人描き下ろし特典絵本付きのBOOK CDとして販売された。2003年10月1日にはPVが収録されたDVD付が発売された。

## 解説
- 本人が17歳のときに創った楽曲で、当初タイトルは「桃色ノ花ビラ」であったが、響きが良くないという理由で改題された。なお、「桃ノ花ビラ」が意味するのは「桜の花びら」のことであり、絵本においても桜の花びらがふんだんに使用されている。
- デビュー日の前日（CD店着日）は大塚自身の誕生日であった[1]。

## 収録曲
（全作詞・作曲：愛／編曲：愛×Ikoman）

### CD
1. 桃ノ花ビラ (04:55)
日本テレビ系土曜ドラマ「すいか」の主題歌[1]。
2. 向日葵 (04:32)
3. 桃ノ花ビラ (Instrumental) (04:55)
4. 向日葵 (Instrumental) (04:31)

### DVD
1. 桃ノ花ビラ (Music Clip)
2. メイキング映像

## 収録アルバム
- 『LOVE PUNCH』（#1）
- 『愛 am BEST』（#1）

## カバー
- 王心凌（『愛的滑翔翼』というタイトルで）